# Верхнє Кузебаєво
Верхнє Кузеба́єво (рос. Верхнее Кузебаево) — присілок (колишній виселок) у складі Алнаського району Удмуртії, Росія.

## Населення
Населення — 3 особи (2010; 7 в 2002).
Національний склад станом на 2002 рік: удмурти — 57 %, росіяни — 29 %.

## Урбаноніми[3]
- вулиці — Горд-Намерська, Лісова, Медова